# Habronattus mataxus
Habronattus mataxus là một loài nhện trong họ Salticidae.
Loài này thuộc chi Habronattus. Habronattus mataxus được Griswold miêu tả năm 1987.